# Journal of Zoology
Journal of Zoology (poprzednie nazwy: Proceedings of the Zoological Society of London; Journal of Zoology: Proceedings of the Zoological Society of London) – recenzowane czasopismo naukowe założone w 1830 roku przez Zoological Society of London, a obecnie wydawane przez Wiley-Blackwell. Publikowane w nim artykuły dotyczą szeroko pojętej zoologii, w szczególności dziedzin takich, jak anatomia, ekologia, fizjologia, genomika, systematyka i genetyka, w tym filogenetyka. Wg Journal Citation Reports w 2023 r. znajdował się na 35 miejscu pod względem liczby cytowań wśród 181 czasopism zoologicznych, a jego impact factor wynosił 1,9.
„Journal of Zoology” w 2009 został wymieniony na liście DBIO 100 jako jedno ze stu najbardziej wpływowych czasopism biologicznych i medycznych ostatnich stu lat.